# Felix Mallard
Pour les articles homonymes, voir Mallard.
Felix Mallard, né le 20 avril 1998 à Melbourne, en Australie, est un acteur, musicien et mannequin australien.
Il est connu en Australie, pour le rôle de Ben Kirk dans la série australienne Les Voisins (Neighbours) de 2014 à 2019. En 2021, il se fait connaître du grand public grâce à son rôle de Marcus Baker dans la série Ginny et Georgia sur Netflix.

## Biographie
Felix Mallard est né le 20 avril 1998 à Melbourne (Australie). Il a une sœur.
Il est un escrimeur. Il a commencé le sport à l'âge de dix ans et a concouru aux niveaux national et international. Il a remporté deux médailles de bronze dans les épreuves par équipe aux champions nationaux victoriens de 2012.
Quand il avait 13 ans, il a été repéré par un agent de mannequinat et signé avec Vivien's Models. Il a présenté dans plusieurs campagnes, en incluant une diffusion éditoriale dans Yves Magazine.
Il est musicien et joue de la guitare, du piano et de la batterie. Il est guitariste et chanteur du groupe punk rock Enemies Alike.

### Carrière
Il commence sa carrière d’acteur en interprétant le rôle de Ben Kirk dans la série australienne Les Voisins de 2014 à 2019. Il ne devait jouer que dans une poignée d’épisodes, il y est finalement resté pendant près de quatre ans.
Il s'installe ensuite aux États-Unis début 2018 et décroche rapidement le rôle de la popstar Cooper James dans la série comique Happy Together, aux côtés de Damon Wayans Jr. et Amber Stevens West. La série est une histoire légèrement inspirée de la vie d’Harry Styles, coproducteur de la série. Il décroche un rôle dans le film dramatique Tous nos jours parfaits réalisé par Brett Haley, sorti en 2020 sur Netflix. Il s’agit de l’adaptation du roman éponyme de Jennifer Niven publié en 2015. En 2020, il joue le rôle de Lucas Caravaggio dans la série Locke and Key.
Le 13 aout 2019, il décroche le rôle principal dans la série télévisée Ginny & Georgia aux côtés de Brianne Howey, Antonia Gentry et Sara Waisglass. La première saison sort sur Netflix le 24 février 2021 et est très bien reçue par la critique. Le 19 avril 2021, Netflix a annoncé que 52 millions d'abonnés ont regardé la première saison de la série pendant les 28 premiers jours après sa sortie.
En 2022, il décroche le rôle principal avec Cree Cicchino dans le film Turtles All the Way Down de Hannah Marks. ll s’agit de l’adaptation du roman éponyme de John Green, publié le 10 octobre 2017. Le roman a fait ses débuts au n°1 sur la liste des best-sellers du The New York Times dans la catégorie "Young Adult Hardcover Books". Il est resté en tête de liste pendant 15 semaines et est resté sur la liste pendant 62 semaines,.

## Filmographie

### Cinéma
- 2020 : Tous nos jours parfaits (All the Bright Places) de Brett Haley : Roamer
- 2024 : Turtles All the Way Down de Hannah Marks : Davis

### Télévision

#### Séries télévisées
- 2014 - 2019 : Les Voisins (Neighbours) : Ben Kirk
- 2018 - 2019 : Happy Together : Cooper James
- 2020 - 2021 : Locke and Key : Lucas Caravaggio
- 2021 : Zoey et son incroyable playlist (Zoey's Extraordinary Playlist) : Aiden
- 2021 - 2025 : Ginny & Georgia : Marcus Baker